# Ortiga
Ortiga, estrígol o estríjol, guardians, eixordiga, xiripia (Urtica) és un gènere de plantes de la família de les Urticaceae, totes caracteritzades per tenir pèls que alliberen una substància àcida que fa coïssor i inflamació a la pell.
Tota la planta és de color intensament verd i semicaducifòlia durant l'hivern.
A Catalunya, les ortigues més comunes són Urtica dioica, la més gran, i Urtica urens, més xica.
Es fan en terrenys molt nitrogenats, com per exemple l'entrada dels corrals; suporten molt el fred i són molt difícils d'eliminar amb herbicides o llaurant, ja que tenen estolons.
Sempre creixen formant colònies, a vegades molt denses i extenses, la qual cosa explica perquè l'ortiga és una planta vivaç, amb un rizoma molt ramificat, que li permet reproduir-se fàcilment sota terra generant nous brots i colonitzar així un terreny ràpidament.
Les anomenades ortigues mortes pertanyen a la família de les labiades dins dels gèneres Lamium i Stachys, i malgrat que el seu aspecte s'assembla força a les veritables ortigues, no tenen pèls urticants.

## Noms populars i dialectals
Vegeu-ne els noms a l'atles lingüístic ALDC http://aldc.espais.iec.cat/files/2017/02/614-1_Lortiga-text.pdf.

## Taxonomia
El gènere comprèn prop de 35 espècies de les regions de clima temperat de tot el món. En general, són herbes perennes però algunes són anuals i unes poques arbusts. Totes estan caracteritzades per tenir pèls que, en trencar-se, alliberen una substància irritant per a la pell.

### Espècies d'ortiga presents a Catalunya, Illes Balears i País Valencià
- Urtica dioica: ortiga gran, ortiga grossa o ortiga barragana: planta urticàcia de l'espècie Urtica dioicaherba perenne dioica, de fulles ovatolanceolades, serrades. De 0,5 a 1,5 metres d'alçada. Floreix d'abril a setembre i viu en llocs sempre humits entre el nivell del mar i els 2.500 metres.
- Urtica urens: ortiga petita, ortiga menor o estrígol:[4] herba anual de 0,1 a 1,2 metres; viu entre el nivell del mar i els 800 metres.
- Urtica atrovirens: herba perenne monoica; només es troba a Mallorca a la serra de Tramuntana.
- Urtica pilulifera: ortiga de pilotes, ortiga menuda (Val.), ortiga balera (Val.), ortiga de bolletes (Mall.) o ortiga maleita (Men.): anual o biennal monoica; viu entre el nivell del mar i els 1.000 metres.
- Urtica membranacea: de fulles ovades, viu només al litoral.

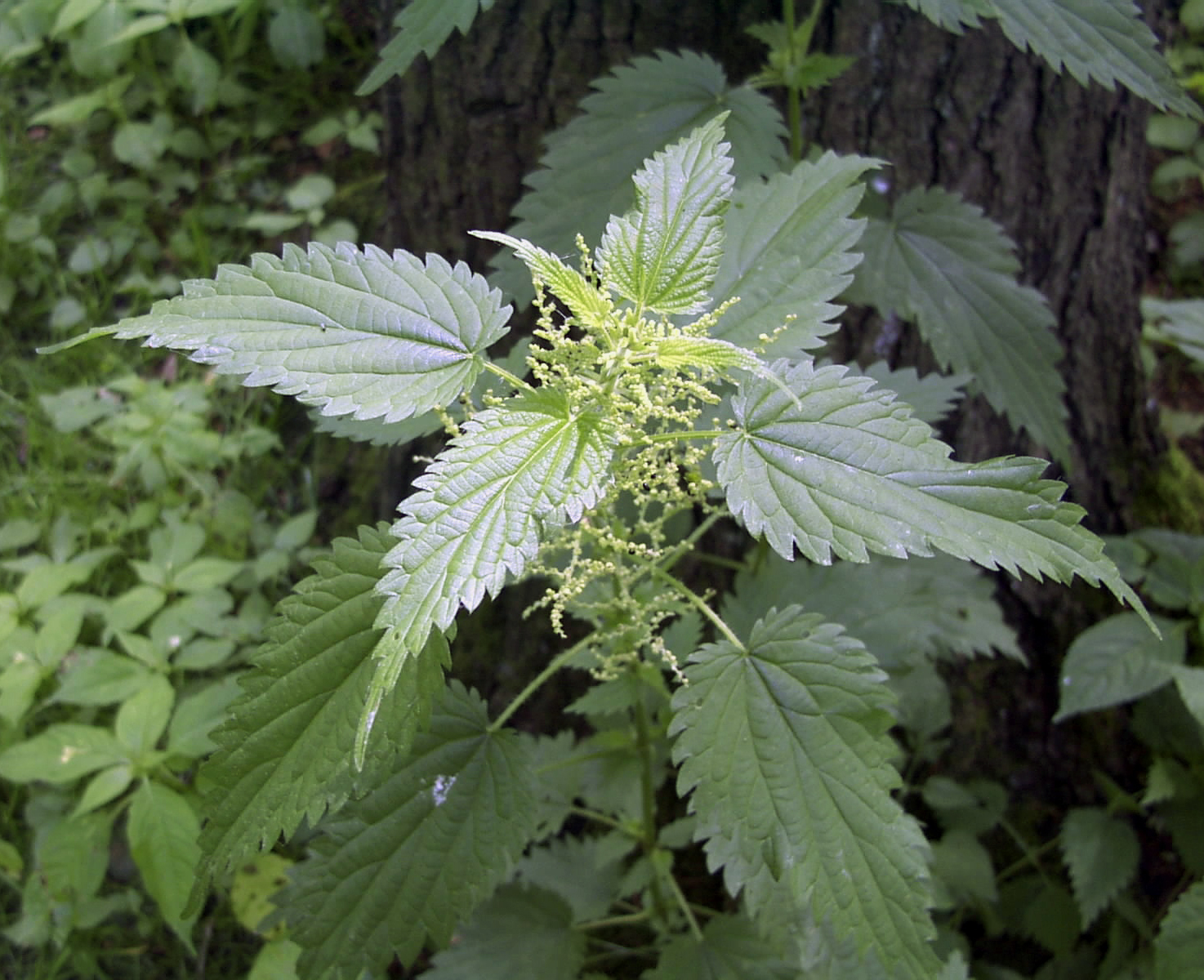
Urtica dioica
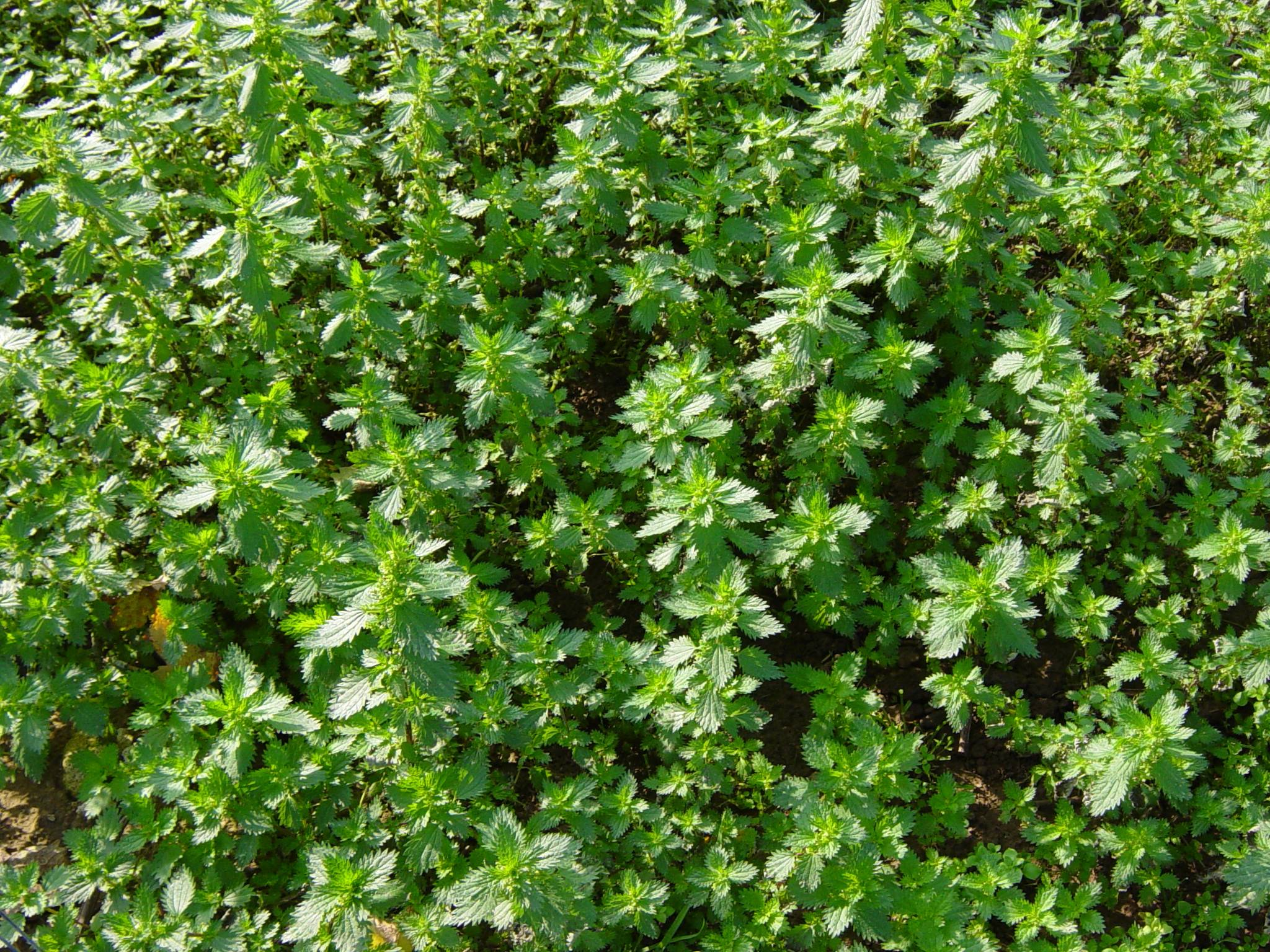
Urtica urens
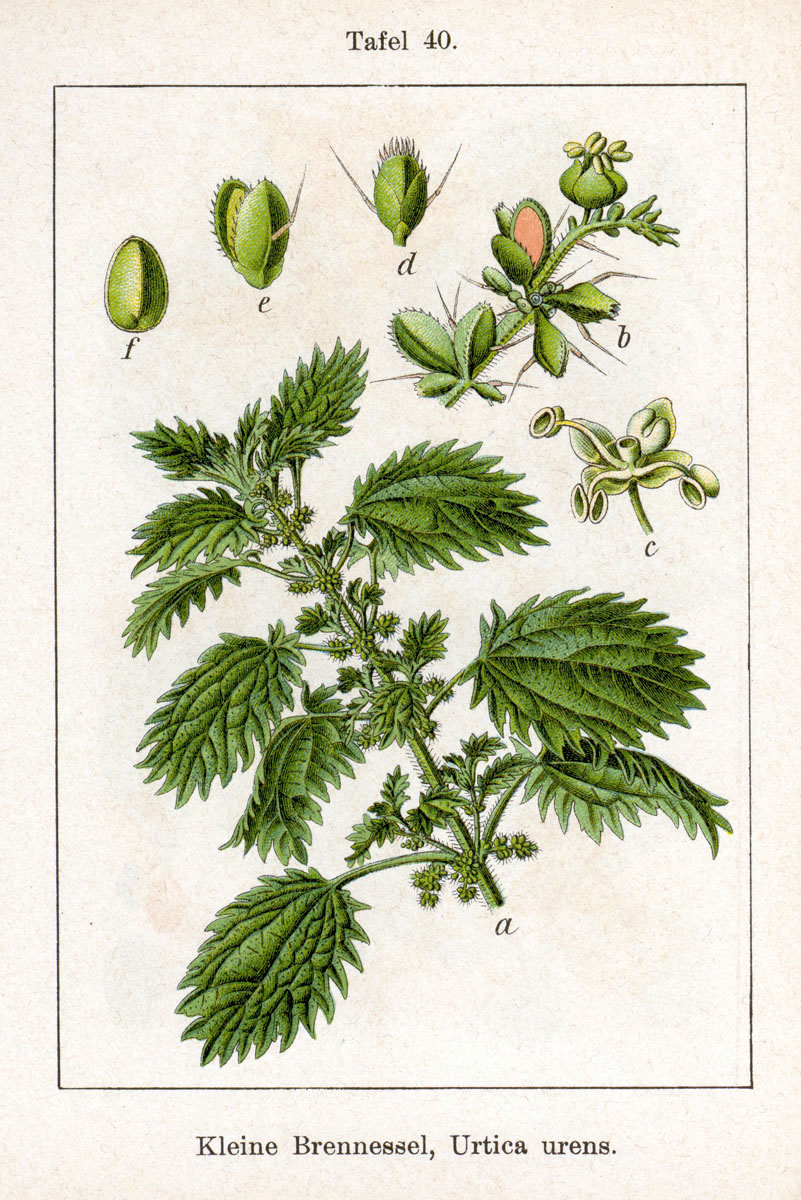
Urtica urens
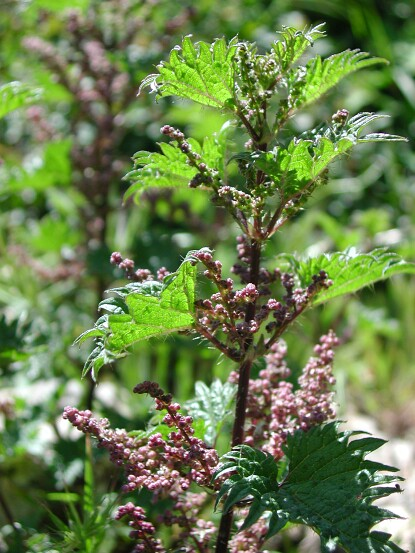
Urtica atrovirens
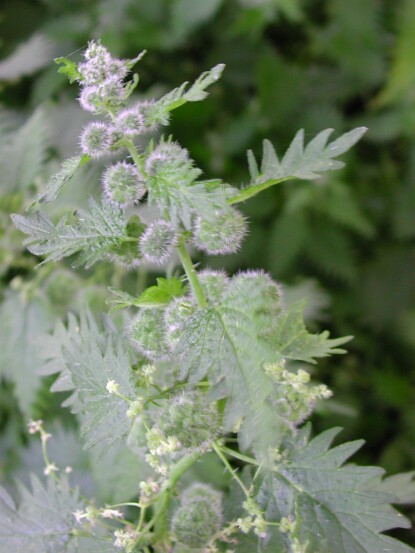
Urtica pilulifera
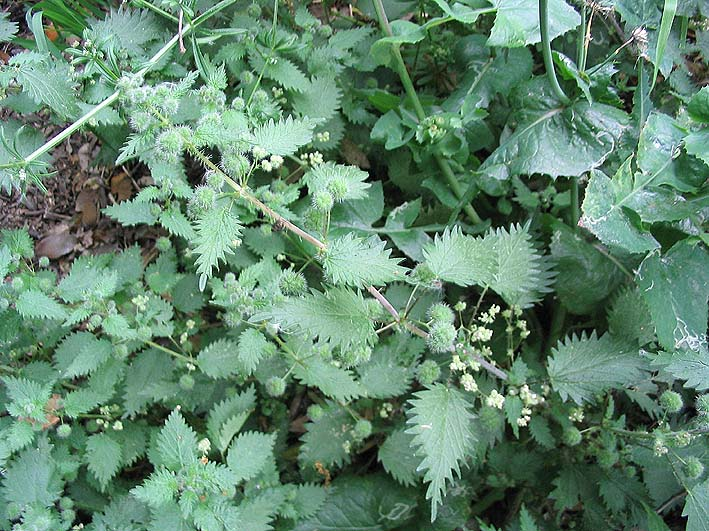
Urtica pilulifera

### Altres espècies d'ortiga en el món
- Urtica angustifolia. Xina, Japó, Corea.
- Urtica cannabina. Sibèria fins a l'Iran.
- Urtica dubia. Canadà.
- Urtica ferox. Arbre ortiga, Nova Zelanda.
- Urtica hyperborea. Himàlaia.
- Urtica incisa: arbust. Austràlia.
- Urtica laetivirens. Japó.
- Urtica parviflora. Himàlaia.
- Urtica platyphylla. Xina, Japó.
- Urtica thunbergiana. Japó.

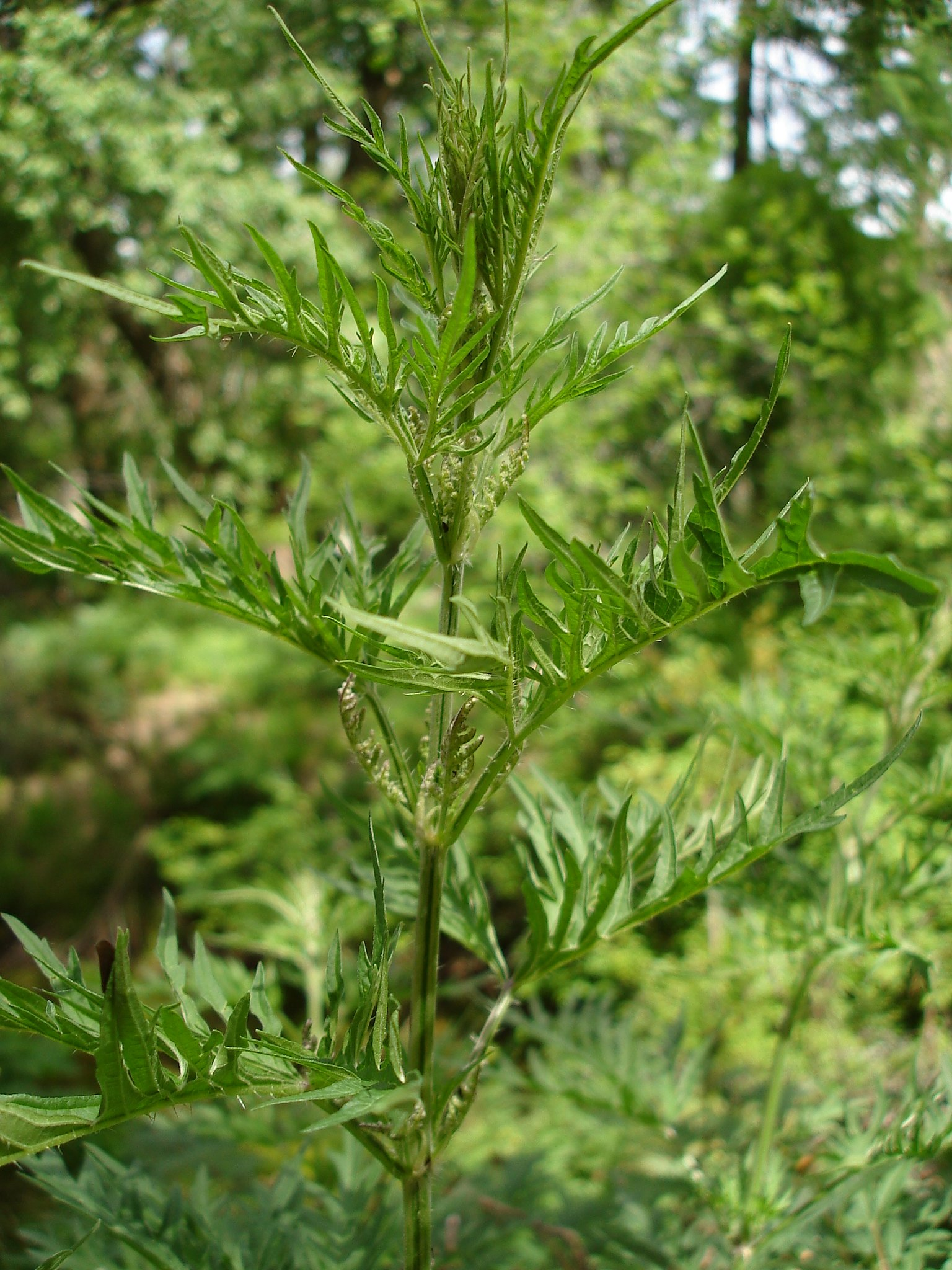
Urtica cannabina. Riu Orkhon (Mongòlia)
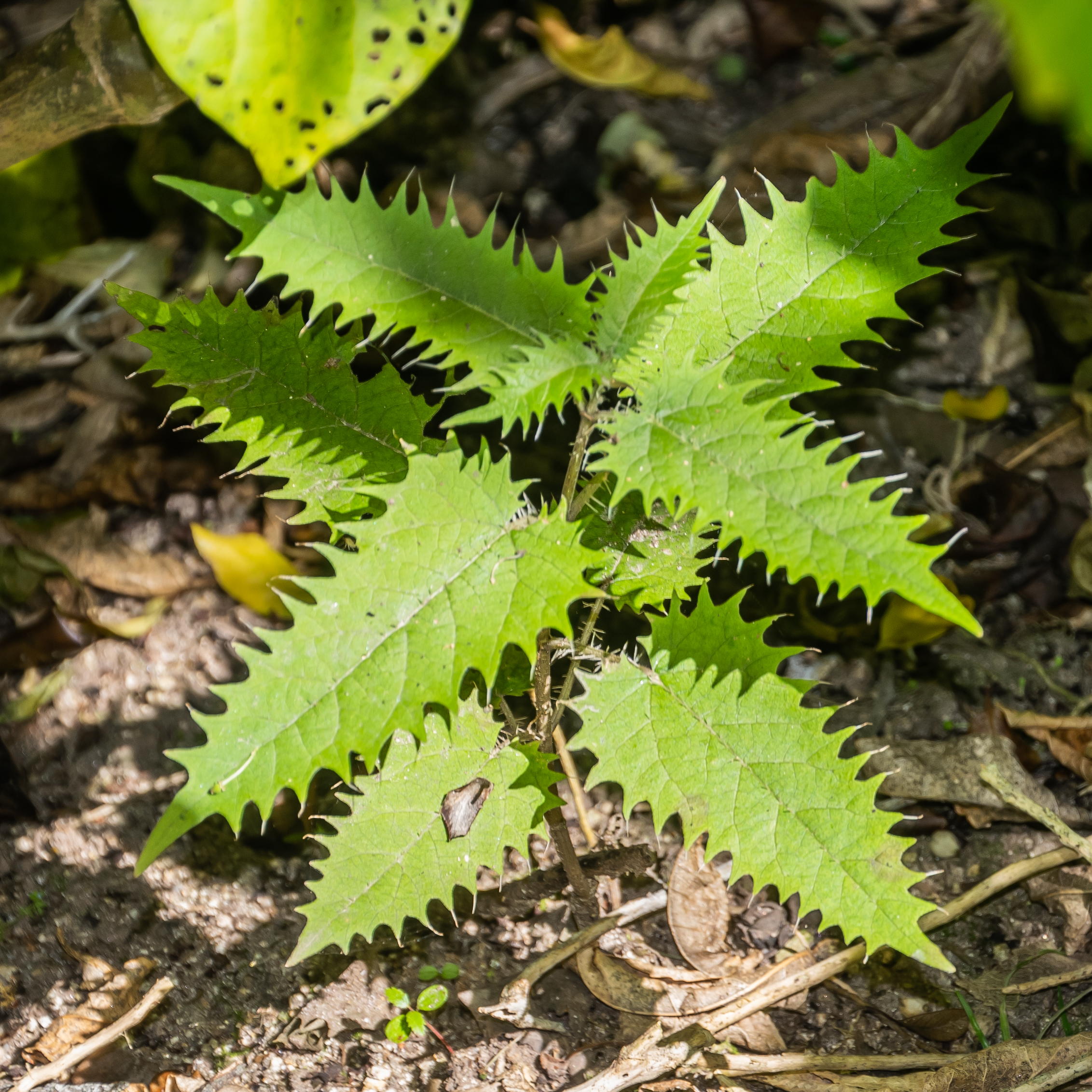
Urtica ferox. Regió de Tasman (Nova Zelanda)
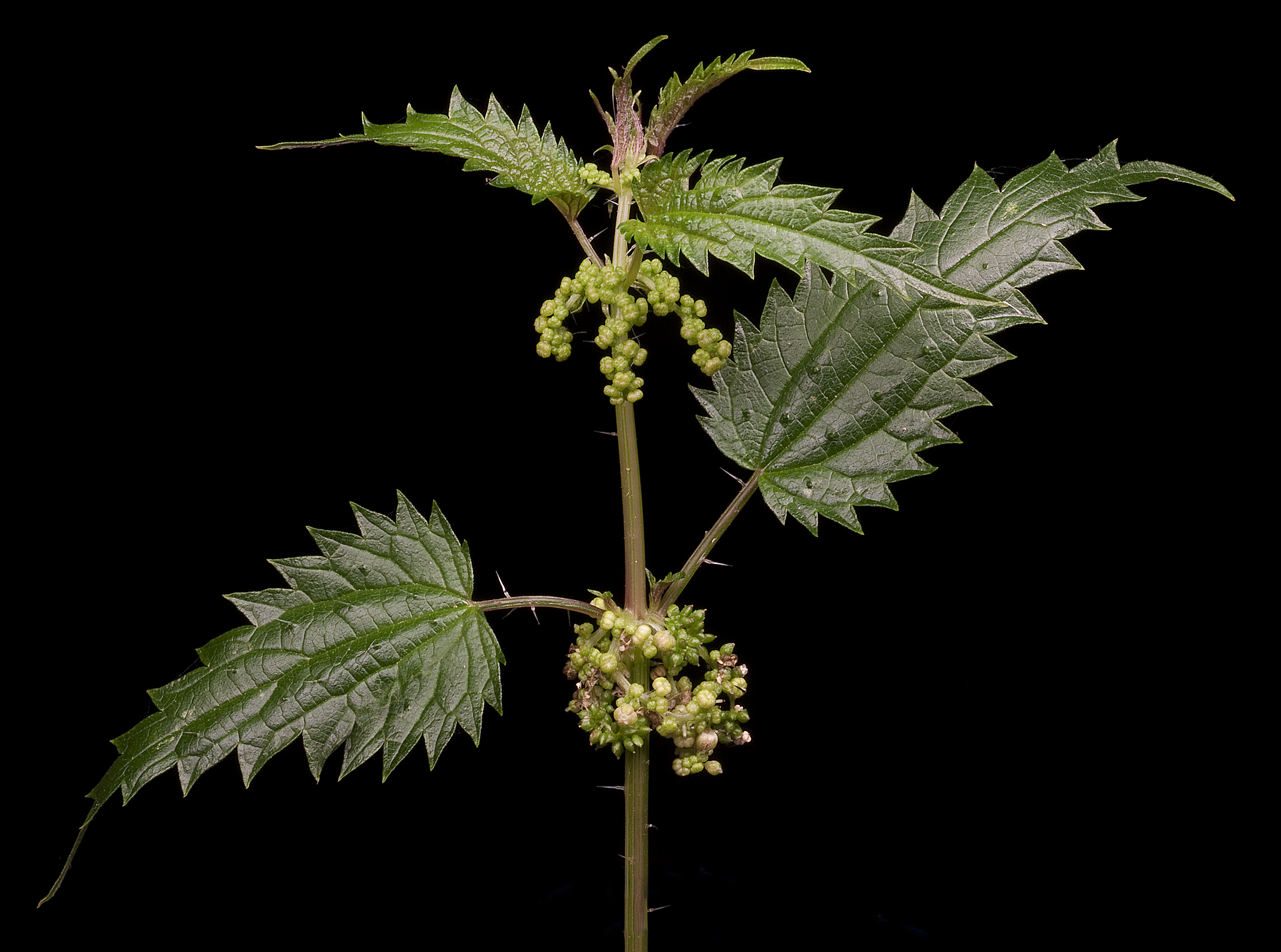
Urtica incisa. Austràlia
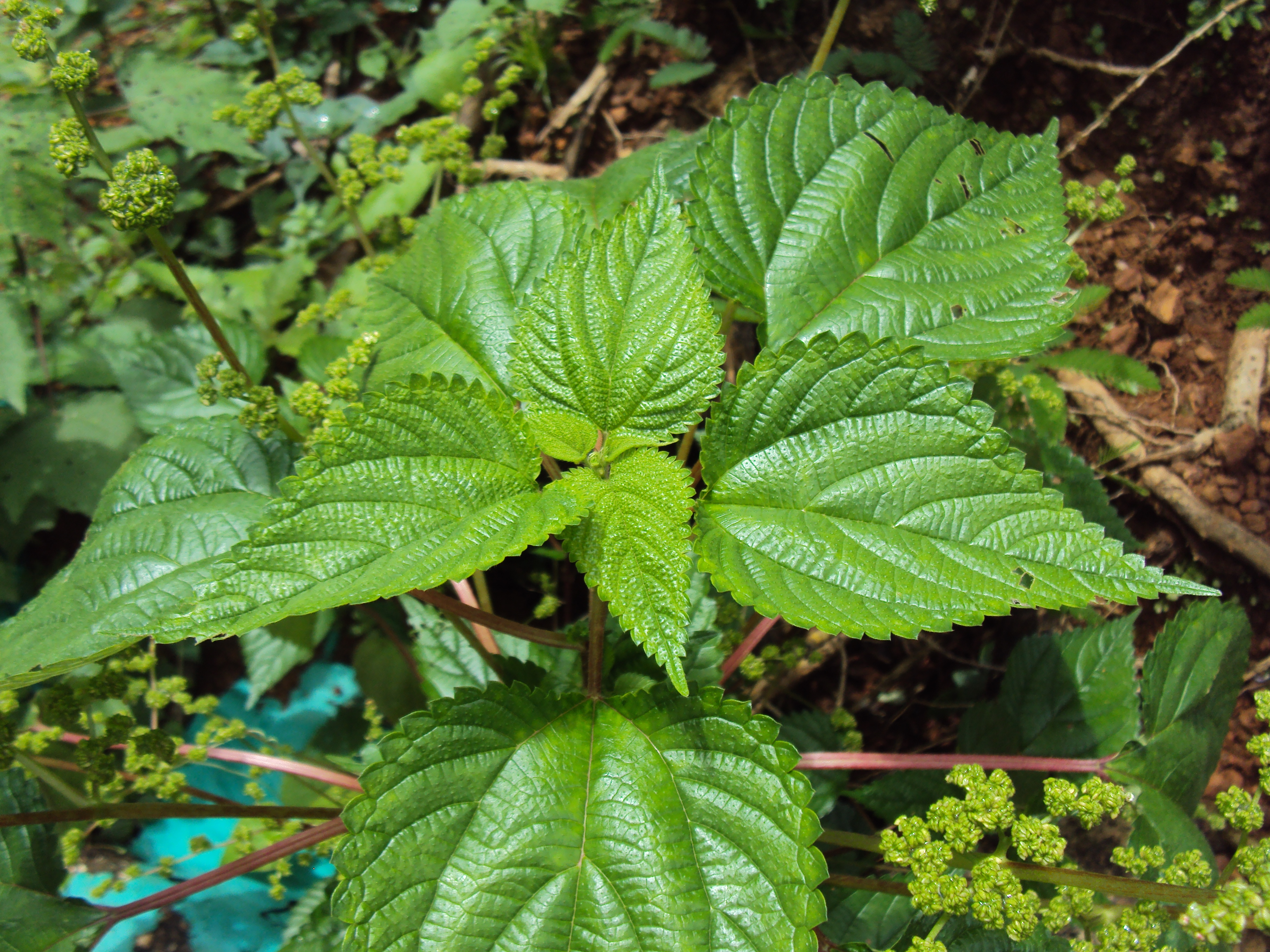
Urtica parviflora. Índia
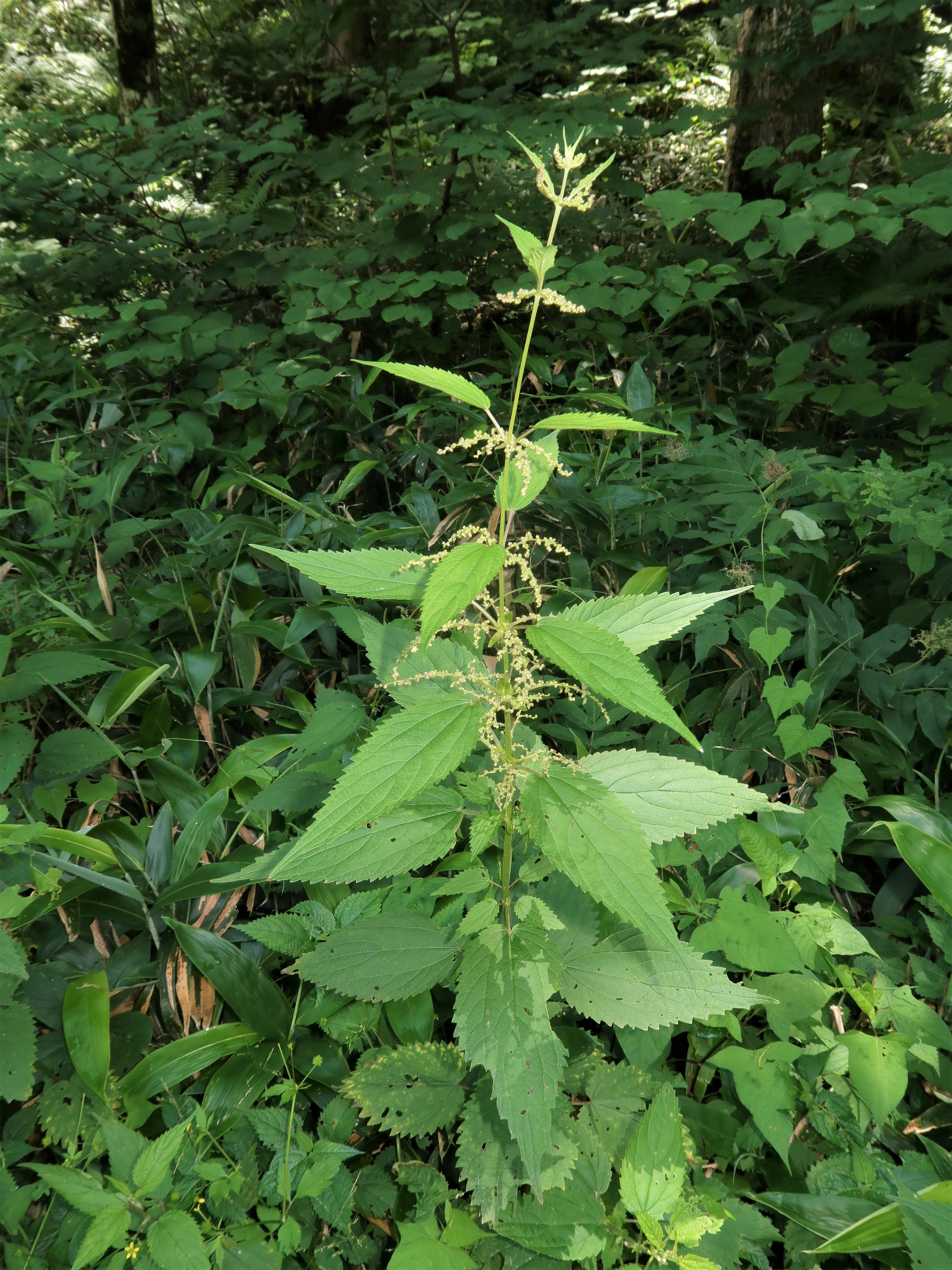
Urtica platyphylla. Japó
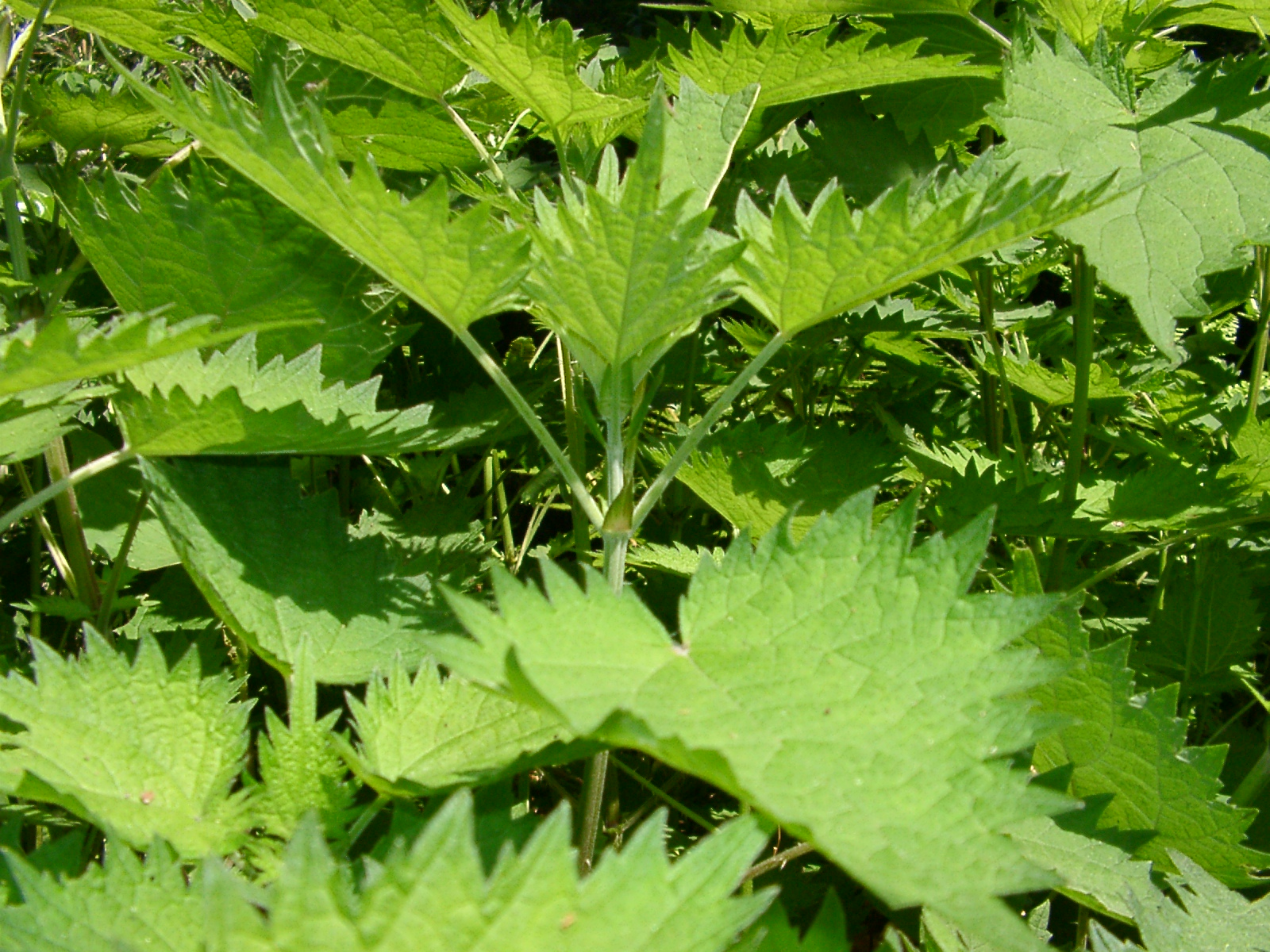
Urtica thunbergiana. Japó

## Usos
Les ortigues han tingut ús com a fibra tèxtil i com a aliment, ja que una vegada cuites perden el poder lacerant i tenen un gust agradable. També se'n coneixen usos agrícoles (com a adob), veterinaris (especialment pels ocells) i medicinals. De fet, l'ortiga apareix esmentada com a planta medicinal en els tractats més antics que es coneixen. Es mengen com a verdura, en sopa, en truita, etc. Es prefereixen els brots tendres i s'han de collir amb guants o paper de diari.
Popularment, les fregues amb plantes d'ortigues es consideren un remei contra l'artrosi o els dolors musculars com la torticoli.
Les fulles d'ortiga tenen propietats depuratives, diürètiques, antiinflamatòries, antioxidants, antireumàtiques, circulatòries i nutritives. En ús extern, s'utilitzen com a remei antiàlgic (per al dolor). L'arrel de l'ortiga també és diürètica i antiinflamatòria, especialment de la pròstata. Està indicada per al tractament d'infeccions urinàries i per als símptomes de la hiperplàsia benigna de pròstata.
L'ortiga té un efecte plaguicida i poder mineralitzant i activador de vida que permet enriquir els sòls i fer que les plantes creixin sanes i ufanoses. La seva presència estimula el creixement d'altres vegetals. S'ha comprovat que si la plantem a prop de les plantes medicinals fa que aquestes augmentin la quantitat d'olis essencials, i també s'ha detectat que fa augmentar el rendiment dels arbres fruiters. En agricultura ecològica, una decocció d'ortigues s'empra com a adob nitrogenat i com a insecticida.
També és una planta amb propietats saciants i treu l'ansietat; molt recomanable en èpoques de sobrepès. Es recomana una infusió abans dels àpats principals.

## Folklore
En tractar-se d'una planta cosmopolita i l'única amb la característica urticant, ha generat nombroses llegendes i costums arreu del món.
Segons alguns, no piquen si mentre es passa entre aquestes es recita una oració, o bé es manté la respiració.
Plantes de fulla ampla que creixen entre les ortigues com l'agrella, del gènere Rumex, o la llapassa o bardana Arctium minus, es considera popularment que curen la inflamació provocada per les ortigues (malgrat que una vegada ha entrat l'àcid dins el cos només tenen un lleuger efecte emol·lient).